# Hibiscus rosa-sinensis

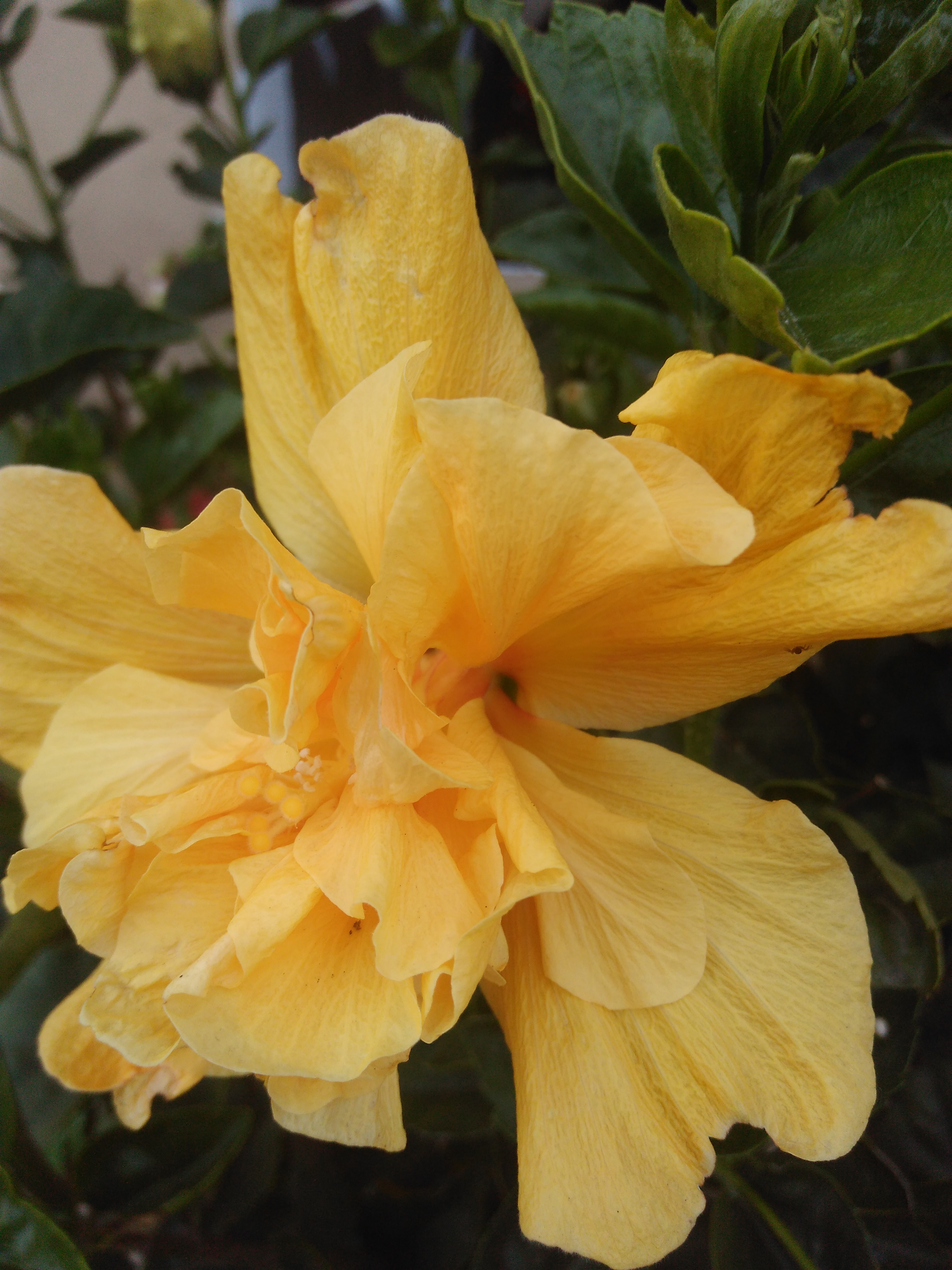
Hibisco Rosa-Sinensis Triple Amarillo

Hibiscus rosa-sinensis, llamado comúnmente rosa de China, cayena,  amapola, hibisco, entre otros nombres, es un arbusto caducifolio de la familia de las malváceas, originario de Asia oriental.

## Descripción

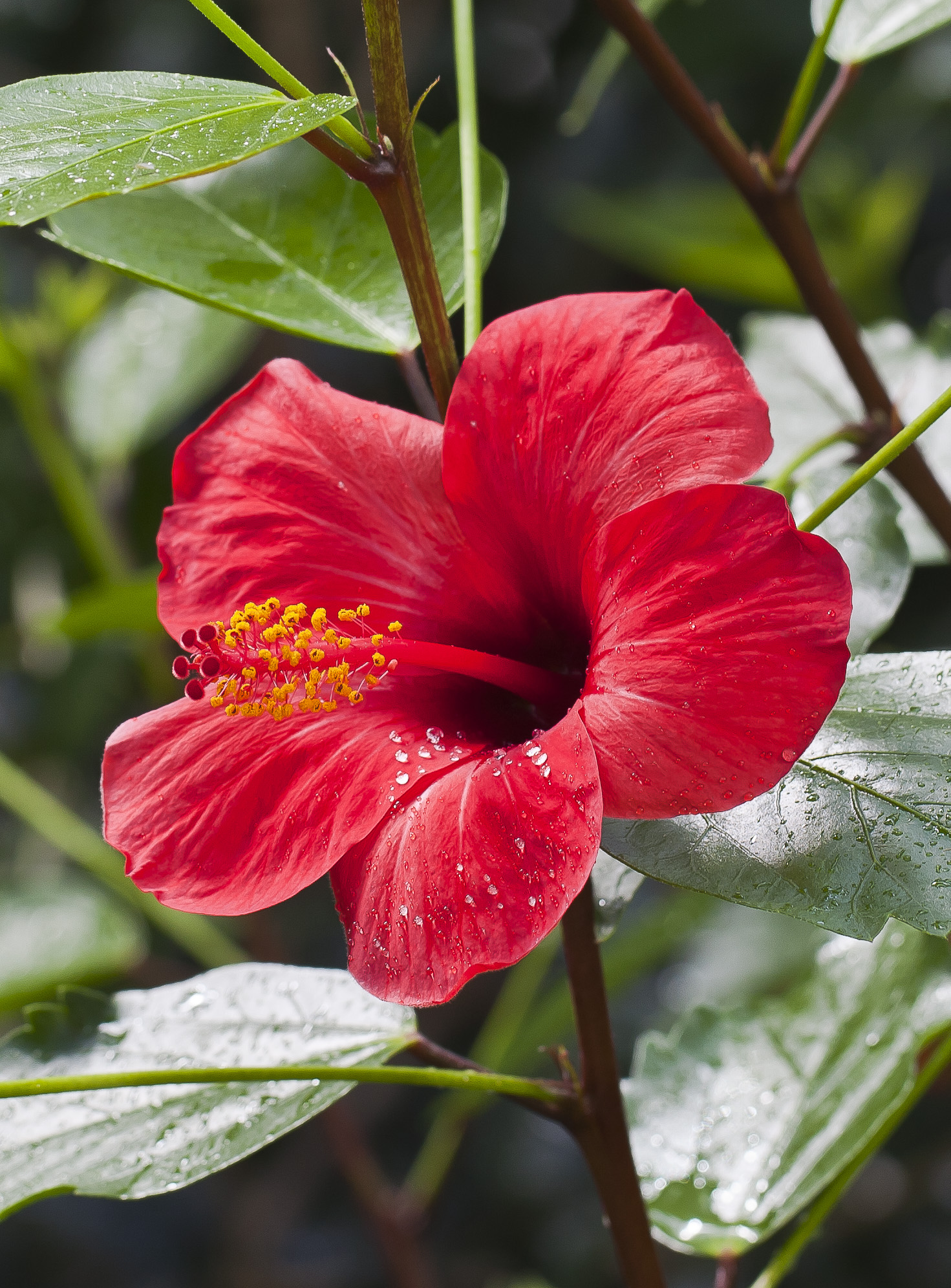
Detalle de la flor.

Esta especie forma un arbusto o árbol pequeño de entre 2 a 5 m de altura. Las hojas, de color verde brillante, color negro en otoño. Sus hojas son pecioladas, anchas, entre ovadas a lanceoladas con bordes dentados irregularmente.

Las flores son grandes, con cinco pétalos -en las variedades sencillas- de 6 a 12 cm de largo. Los estambres se disponen en forma columnar sobresaliendo de la corola. Existen numerosos cultivares, variedades e híbridos, con una amplia gama de colores desde el blanco puro, amarillo, naranja, rojo, escarlata y tintes rosados, con flores simples o dobles (es decir, con el doble de pétalos).

## Usos
Se cultiva como planta ornamental en los trópicos y subtrópicos, incluyendo las costas mediterráneas.
Algunas partes de la planta son comestibles. Las hojas tiernas se pueden usar como sustituto de las espinacas, las flores se consumen crudas o cocinadas, también se usan como colorante dando un toque púrpura a los platos. La raíz también es comestible, aunque de poco sabor, muy fibrosa y de textura mucilaginosa.
En la medicina china se le atribuyen propiedades antiespasmódicas, analgésicas, astringentes, suavemente laxantes, emenagogas, antirritantes. También tiene usos cosméticos.

## Nombres comunes

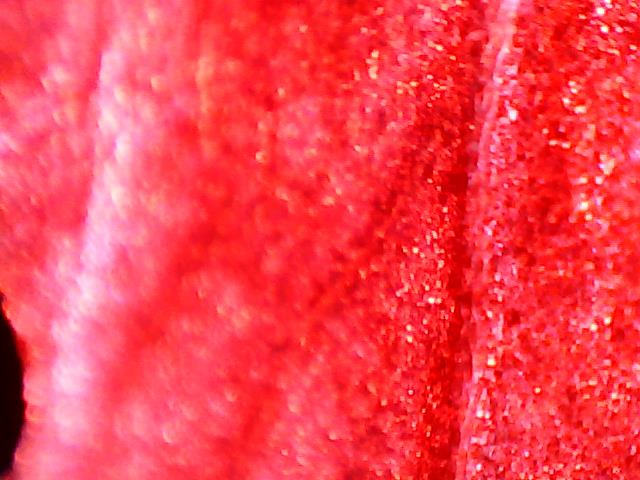
Pétalo de rosa China

| Nombre común             | Región                                                                      |
| ------------------------ | --------------------------------------------------------------------------- |
| Amapola                  | Puerto Rico, Costa Rica, Cuba: Camagüey, Estados Unidos                     |
| San Joaquín              | Colombia                                                                    |
| Borrachona               | Cuba: provincias orientales                                                 |
| Bonche                   | Colombia: Caribe Occidental                                                 |
| Cardenales               | Cuba: La Habana y las provincias occidentales                               |
| Cayena                   | Colombia: Barranquilla y Llanos orientales. Venezuela, República Dominicana |
| Clavel                   | El Salvador, Guatemala                                                      |
| Cucarda, meijo           | Perú, Colombia, Ecuador                                                     |
| Cupido                   | Cuba: Trinidad                                                              |
| Flor de chivo            | Cuba: Pinar del Río                                                         |
| Flor del beso            | Cuba: La Habana y provincias occidentales                                   |
| Hibisco                  | Chile, Puerto Rico, Uruguay, España                                         |
| Marpacífico o pacífico   | Cuba: La Habana y provincias occidentales                                   |
| Papo                     | Panamá                                                                      |
| Pedro segundo            | Bolivia                                                                     |
| Rosa china               | Argentina                                                                   |
| Gumamela, tacorangan     | Filipinas                                                                   |
| Tulipán, flor de jamaica | México                                                                      |
| Flor de avispa           | Nicaragua                                                                   |
| Resucitado               | Colombia                                                                    |
| Sinesia                  | Paraguay                                                                    |

### Flor nacional
Es la flor nacional de Malasia (bunga raya en idioma malayo).
Ciertas especies de hibisco son símbolos de la República Dominicana, Puerto Rico y del estado estadounidense de Hawái.
En Colombia es la flor de Barranquilla, de Girardot y de Barrancabermeja. También es la flor del departamento de Córdoba en dónde, a partir de 2025, dentro del Festival de la Ganadería que se realiza en Monteria, se creó por parte de la Asamblea departamental un premio -la Flor del Bonche- para destacar a los cultores de las artes locales.  
Es la flor del estado mexicano de Tabasco.
En Venezuela, es la flor del estado del Zulia, del estado Nueva Esparta, del municipio Antonio José de Sucre (Socopó) y de la parroquia Montalbán.

## Taxonomía

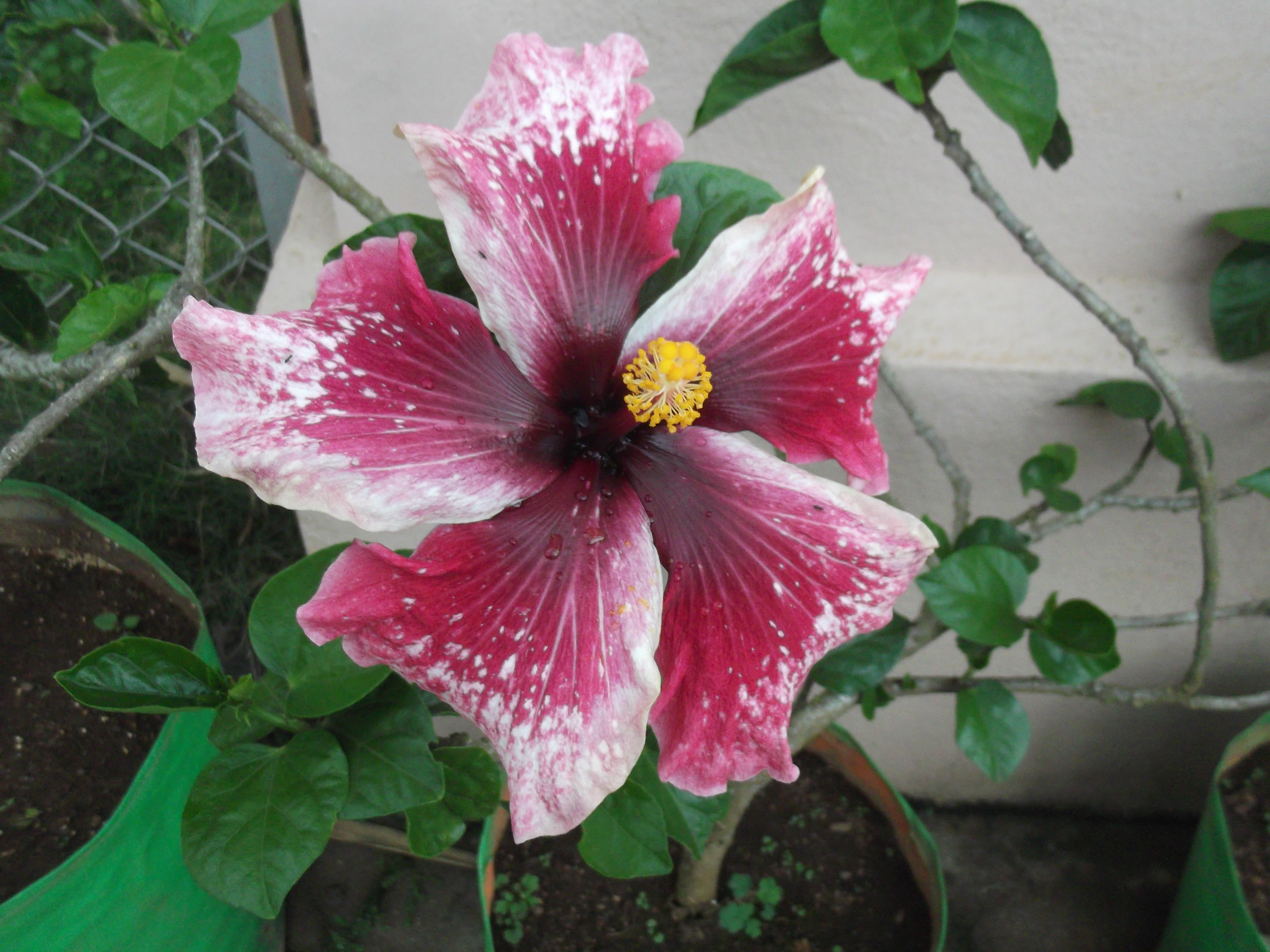
Hibiscus rosa-sinensis híbrida

Hibiscus rosa-sinensis fue descrita por Carlos Linneo y publicado en Species Plantarum 2: 694. 1753.
Etimología
Hibiscus: nombre genérico que deriva de la palabra griega: βίσκος [bískos], que era el nombre que dio Dioscórides (40-90 a. C.) a Althaea officinalis.
rosa-sinensis: epíteto
Sinonimia

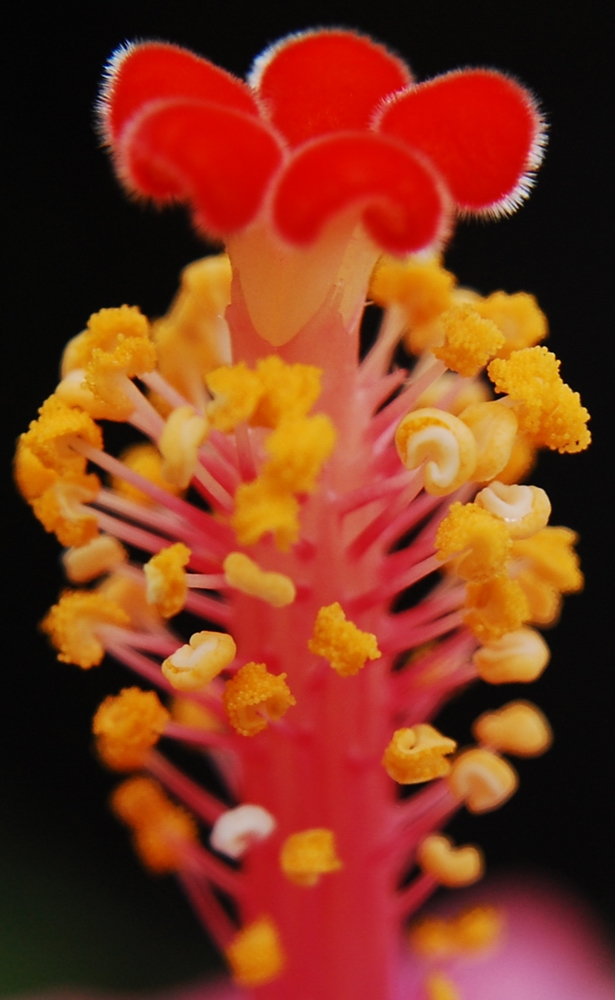
Detalle de los estambres en forma de columna y pistilos

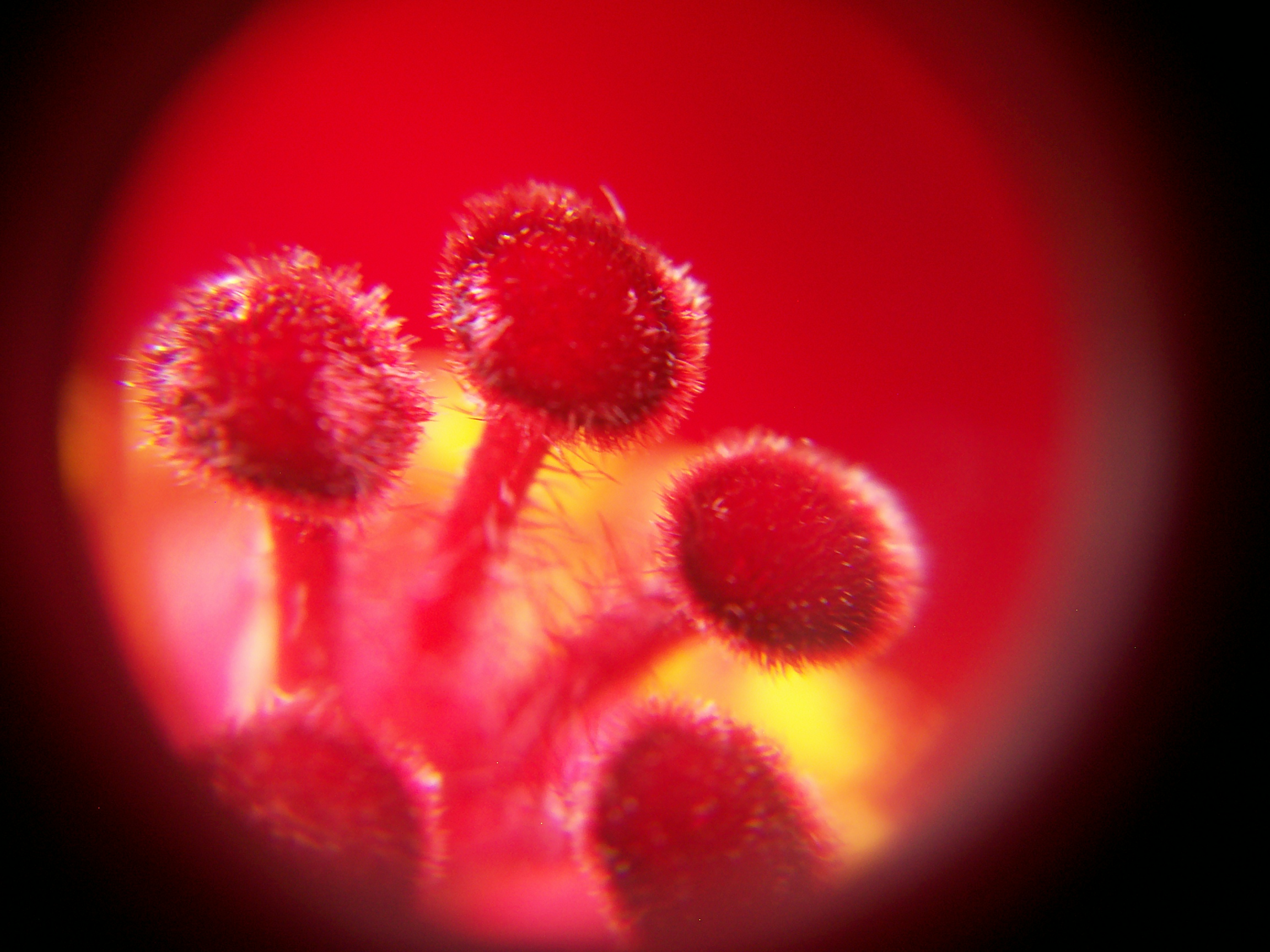
Detalle del estigma de un cayeno, que tiene un gineceo sicárpico.

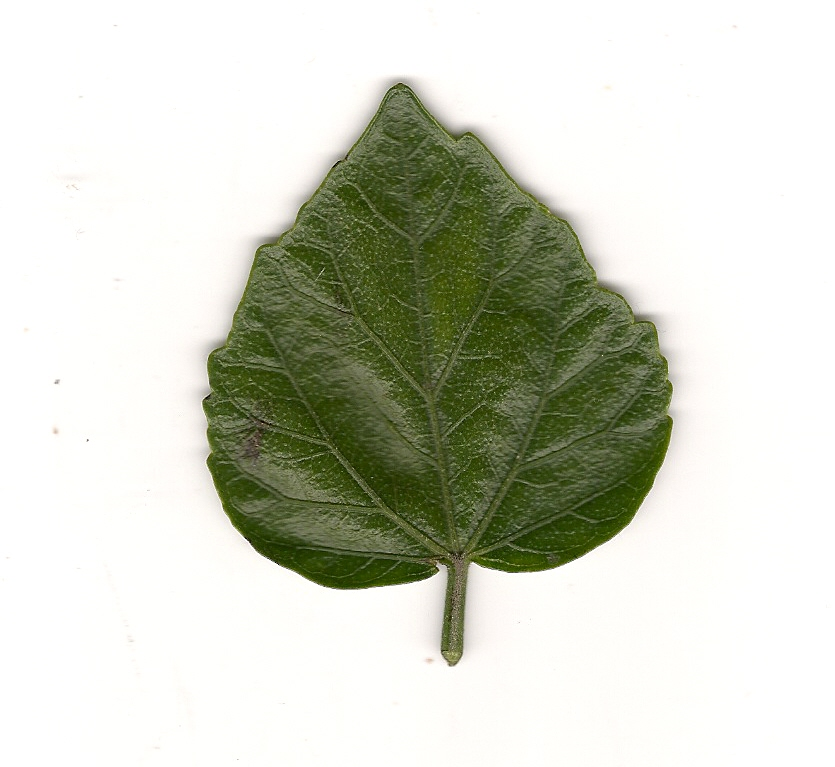
Hoja de Hibiscus rosasinensis.

- Hibiscus acetosella Welw. ex Hiern
- Hibiscus archboldianus Borss.Waalk.
- Hibiscus argentinus (Gürke) Kuntze
- Hibiscus arnottii Griff. ex Mast. 1872
- Hibiscus bodinieri H.Lév. 1913
- Hibiscus boryanus DC. 1824
- Hibiscus chancoae Krapov. & Fryxell 2004
- Hibiscus cooperi hort.
- Hibiscus festalis Salisb. 1796 nom. illeg.
- Hibiscus fragilis DC. 1824
- Hibiscus fulgens Baxter 1839
- Hibiscus furcellatoides Hochr. 1917
- Hibiscus geminiflorus Ernst 1887
- Hibiscus gibsonii Stocks ex-Harv. & Sond.
- Hibiscus hirtus (L.) Buch.-Ham. ex-Roxb.
- Hibiscus javanicus Weinm. ex-Mill. 1828
- Hibiscus kenneallyi Craven, F.D.Wilson y Fryxell 2003
- Hibiscus myriaster Scott-Elliot, 1891
- Hibiscus papilionaceus Banks ex-Poir.
- Hibiscus rosa-sinensis var. carneoplenus Sweet, 1826
- Hibiscus rosa-sinensis var. luteoplenus Sweet, 1826
- Hibiscus rosa-sinensis var. flavescens Kuntze, 1891
- Hibiscus rosa-sinensis var. variegatus Sweet 1826
- Hibiscus rosa-sinensis var. flavoplenus Sweet 1826
- Hibiscus rosa-sinensis var. rubroplenus Sweet 1826
- Hibiscus rosa-sinensis var. floreplenus Seem. 1865
- Hibiscus rosa-sinensis var. genuinus Hochr. 1900 nom. inadmiss.
- Hibiscus rosiflorus Stokes 1812 nom. Illeg.
- Hibiscus squamosus Gagnep. 1944
- Hibiscus strigosus Schumach. & Thonn. 1827
- Hibiscus submonospermus Hochr. ex T.Durand & De Wild.